# 나치 강제 수용소

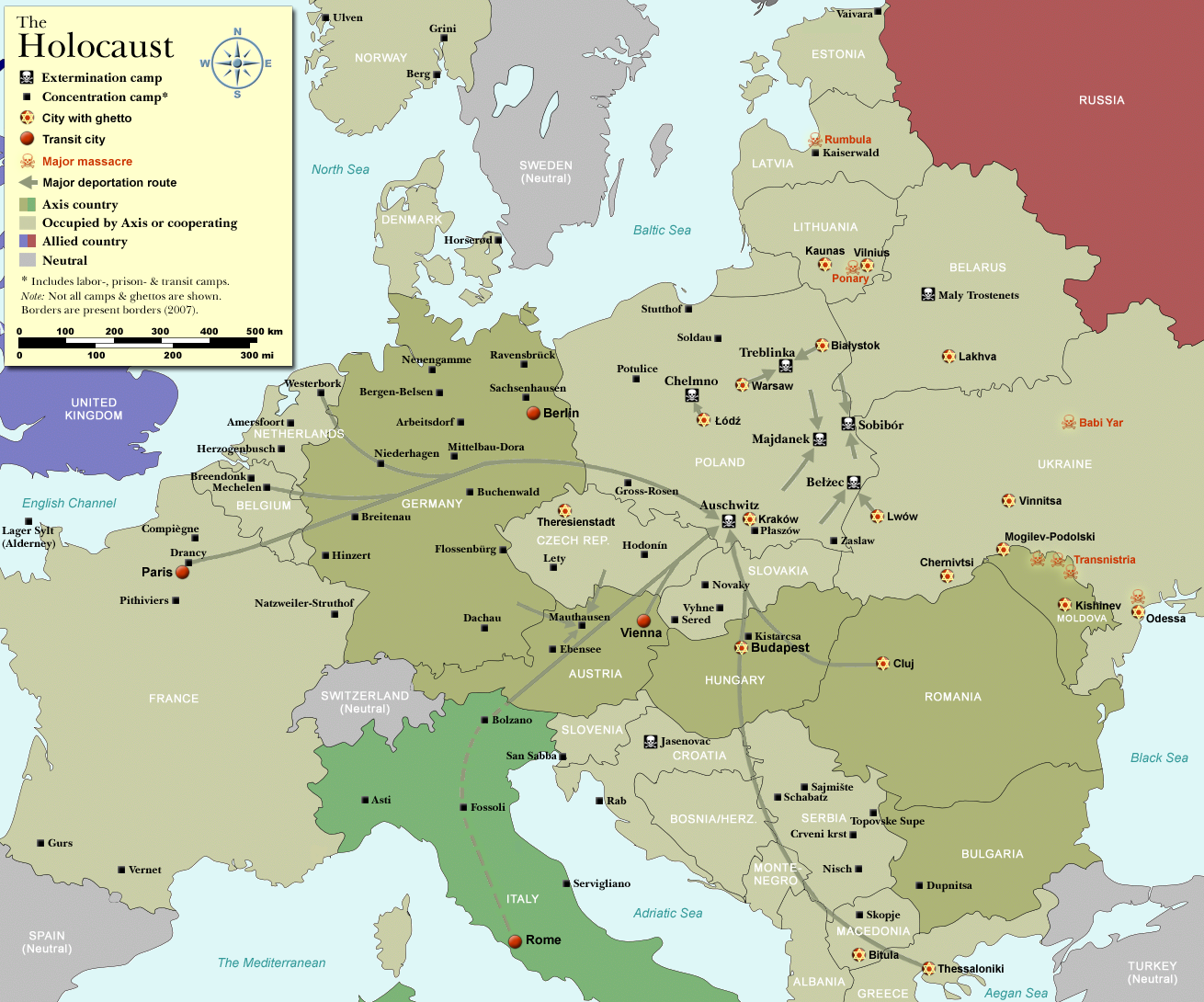
2007년 국경을 기준으로 한 주요 강제 수용소의 위치

나치 강제수용소(독일어: Konzentrationslager, KZ 또는 KL)는 아돌프 히틀러 치하 나치 독일이 제2차 세계 대전 이전 및 전쟁 기간 동안에 강제 노동 및 대량 학살을 위하여 독일 국내 및 유럽 점령지에 설치하고 운영한 수용소이다. 최초의 강제 수용소는 전쟁 전에 독일 내에 설치되어 나치 체제를 반대하는 양심수들을 강제수용했다.

## 개요

### 강제수용대상
이들 강제수용소에 수감된 수용자들은 크게 2종류의 집단이 있었다. 유대인과 소련군 전쟁 포로(POW, Prisoner Of War)들로서, 이들 모두 수백만명을 헤아렸다. 집시, 폴란드인, 양심수, 남자 동성애자, 장애인, 폭력에 반대하는 평화주의에 따라 병역을 거부하는(엄밀하게 말하면 집총을 거부하는) 양심적 병역거부자들인 여호와의 증인신자와 기타 일반 범죄자들도 많은 수가 수용소로 보내졌다. 추가로 연합군 전쟁 포로들도 소수 여러 가지 이유로 수용소에 수감되었다. 유대인이거나 나치가 유대인이라고 믿었던 서방 연합군 포로들은 보통 전쟁포로 수용소에 수감되었다. 그렇지만, 소수가 반유대주의 정책하에 강제 수용소에 보내지기도 했다.

### 학살
1942년부터 가동하기 시작한 절멸 수용소가 아니었어도 강제수용소에서 백만명의 피수용자들이 학대, 질병, 굶주림과 과도한 노동으로 죽거나 노동 부적합자라는 이유로 살해당했다. 죽음의 수용소들은 유럽의 유대인들을 공업 방식에 의해 학살하는 최후의 해결을 위해 설립되었다. 이 수용소들은 점령지 폴란드와 벨라루스에 위치했는데, 동방 총독부(General Government) 관할 지역이었다. 수많은 피수용자들이 대량 총살이나 기타 방법으로 사살당하긴 했지만, 백만명의 유대인이 가스실에서 독가스로 학살당했다. 벨제크, 소비보르, 트레블링카, 아우슈비츠-비르케나우를 포함한 이들 죽음의 수용소는 대개 강제(concentration) 수용소라 불리었으나, 홀로코스트 연구자들은 이들 "강제 수용소"와 절멸 수용소를 구별하는 특징을 도출하였다. 이 문서에서는 "강제 수용소"를 설명하고 있으며, 절멸 수용소는 별도의 문서로 다룬다.

## 전쟁 전 수용소

### 나치 반대 세력들에 대한 탄압수단
나치당은 독일에서 마음대로 다룰 수 있는 친위대(독일어: Schutzstaffel, SS)와 돌격대(독일어: Sturmabteilung, SA)라는 준군사 조직을 가진 유일한 정당이었다. 두 조직 모두 1920년대에 다른 정당의 당원 및 간부에 대한 공격을 줄기차게 벌였다. 1932년 선거 후, 나치 지도부에게 SS와 SA가 더 이상 선거에서 다수표를 보장할 수 없으며, 다른 수단에 의존하여 권력을 장악해야 한다는 점이 분명해졌다. 1933년 선거 전까지 점점 증가하는 두 조직의 폭력 행동이 반대 정당을 파괴하는 동안, 나치는 독일에 강제 수용소를 설치하기 시작했다. 이 수용소의 상당수가 지방 당국에 의해 설립되었으며, 공산주의자나 나치의 독재를 거리낌 없이 비판하는 언론인과 같은 소위 "악질 분자"와 정치범에 대한 처형과 고문, 체포가 자행되었다. 권력 장악 후, 지역 SA 지휘관들은 닥치는 대로 공산주의자와 유대인을 체포했다. 히틀러 내각 초기 법무장관이었던 프란츠 귀르트너는 억류자들이 의식을 잃을때까지 구타를 당하며 고통을 받고 있다는 편지를 자주 받기도 했다 수용소는 SA와 SS 모두 따로 따로 각지에 설치했다.

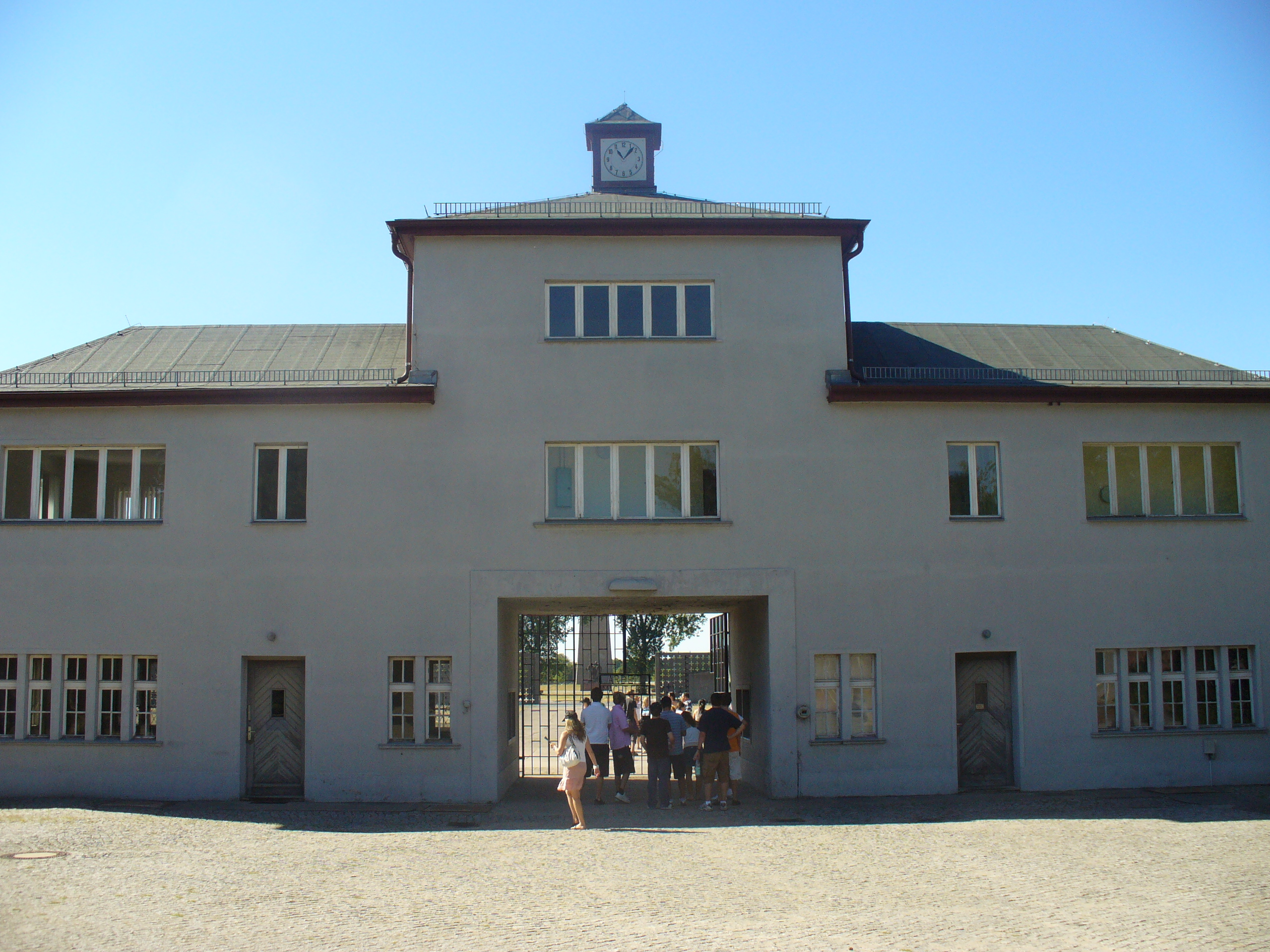
작센하우젠 수용소 입구

이 초기 수용소들은 (대개 지하실과 창고) 결국 본격적인 시설로 강화되어 도시 외곽에서 대중과는 격리된 채 운영되었다. 1939년 즈음에 6개의 대형 강제 수용소가 설립되었다. 이 수용소는 다음과 같다. 다하우 강제 수용소 (1933년), 작센하우젠 강제 수용소 (1936년), 부헨발트 강제 수용소(1937년), 플로센뷔르크 강제 수용소 (1938년), 마우트하우젠-구센 강제 수용소 (1938년), 그리고 라벤스브뤼크 강제 수용소 (1939년)이었다.

### 강제노동
1938년, SS는 수용소를 경제적 이익 창출을 위한 강제 노동력 제공 원천으로 활용하기 시작했다. 많은 독일 회사들이 이곳에서 특히 전쟁 중에 강제 노동력을 공급받았다(제2차 세계 대전 중 독일에서 강제 노동 참조)

### 장애인에 대한 조직적 탄압
여기에 역사가들은 사회에서 바람직하지 못한다고 나치가 간주한 사람들을 감금하기 위해 나치 체제가 버려진 성(Castle)들과 이에 유사한 건축물을 활용했다고 추측했다. 정신장애인과 장애인이 디젤 엔진의 배기 가스로 죽거나 굶어 죽은 임시 수용소에 가둬지곤 했다. 최종 해결책은 처음에는 이렇게 감금된 독일 시민들을(장애인이나 정신장애인) 대상으로 실험되었다. 이것이 나치의 인종 청소 계획인 T4 계획이다.

## 전쟁 중 강제 수용소

### 양심수 탄압
1939년, 제2차 세계 대전이 발발한 이후, 점차 강제 수용소는 나치에 반대하는 양심수들을 살해하고, 노예로 만들며, 고문을 하고 굶겨죽이는 곳이 되었다. 전쟁 중 나치가 보기에 "악질분자"를 감금해온 강제 수용소는 나치 독일이 점령한 유럽 전체로 확산되었다. 새로운 수용소가 대규모 유대인 공동체, 폴란드 인텔리겐챠, 공산주의자나 집시같은 "악질분자"들이 조밀한 곳에 가까운 곳에 새로 건설되었다. 수용소 대부분은 단순히 병참 문제로 폴란드 점령지의 동방 총독부(General Government) 관할 지역에 위치했다. 폴란드에는 수백만의 유대인이 있었다. 나치는 폴란드에 수용소를 설치함으로써 독일 주요 영토 외곽으로 독일의 유대인을 이송할 수 있게 되었다.
대부분 수용소에서 피수용자들은 분류에 따라 한번에 구분할 수 있도록 색깔 있는 표식을 달아야 했다. 공산주의자들과 다른 정치범들은 붉은 색 삼각형을, 일반 피수용자들은 녹색 삼각형을, 남성 동성애자들은 분홍색, 여호와의 증인은 자줏빛, 검은색은 집시를 뜻했으며, 유대인은 노란색 삼각형을 달아 쉽게 구분할 수 있도록 했다.

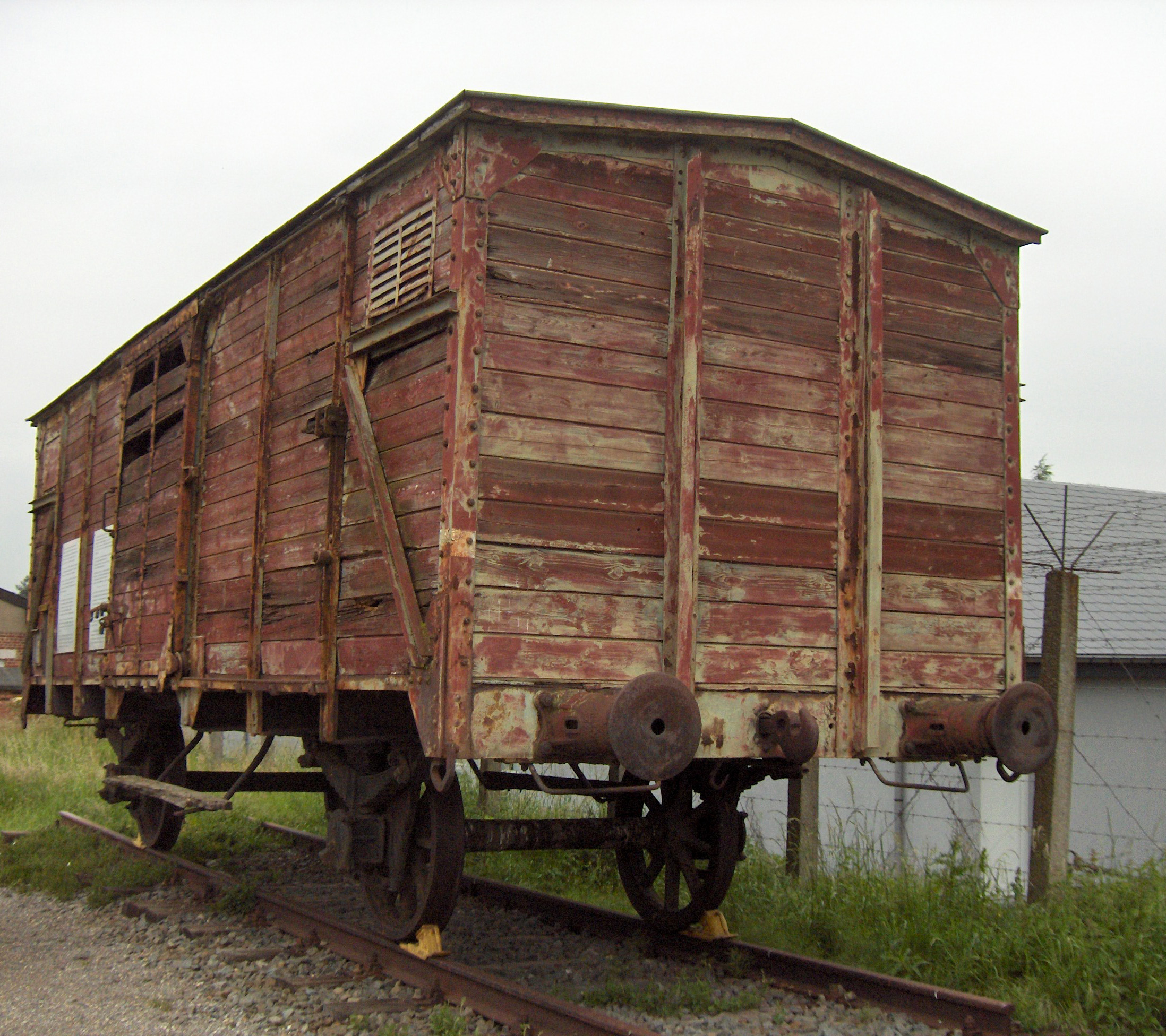
강제 수용소로 수감자들을 실어나르던 원형 유개화차이다. 이 화차는 벨기에 브렌동크(Breendonk)에서 전시 중이다.

### 강제수송
소름끼치는 환경에서 화물 운송 열차를 사용하던 강제수송 과정에서 목적지에 도착하기도 전에 많은 사람들이 죽었으며, 100명으로 꽉찬 화물차에서 고작 10명의 피수용자만이 살아나는 정도였다. 수감자들은 음식이나 물도 없이 며칠 또는 몇 주 동안 열차에 갇혀 있기도 했다. 많은 사람들이 여름에는 뜨겁게 달궈진 객차 안에서 탈수증으로 죽었고, 겨울에는 얼어 죽었다. 유대인과 다른 "악질분자"을 감금할 강제 수용소는 독일 내에도 있었는데, 그 수용소들은 특별히 체계적인 학살을 위해 설계되지는 않았지만 그곳에 갇혔던 많은 피수용자들이 가혹한 환경이나 처형때문에 죽게 되었다.

### 나치 반대 세력 강제 수용
때때로 강제수용소들은 중요한 피수용자들을 감금하곤 했는데, 히틀러 암살 미수 사건에 관련된 장군들이나 루터교 목사들인 마르틴 니묄러, 디트리히 본회퍼, 빌헬름 카나리스 제독과 같은 사람들이었다. 카나리스 제독은 1945년 2월 7일부터 종전을 얼마 남겨두지 않은 4월 9일에 처형될때까지 플로센뷔르크에 감금되었다.

### 학살
1941년 봄 초반, SS는 T-4 안락사 계획에 관여한 의사와 장교들을 동원하여 "Operation 14f13"에 따라 선택된 강제 수용소 수용자들을 죽이기 시작했다. 강제 수용소 감사단은 14f로서 죽일 수용자들을 분류했고, 죄수들은 14f13이라는 암호명으로 T-4 가스실에 보내졌다. SS가 즐겨 사용하는 용어로 선택된 수용자들은 독일어로 "Sonderbehandlung 14f13", 직역하면 "특별 대우"라 명명되었다. 수용자들은 공식적으로 의학적 건강 상태에 따라 선택되었다. 이름 그대로 노동력으로 적당한 지 여부가 판단 기준이 되었다. 비공식적으로는 인종적 우생학적 기준이 사용되었다. 유대인, 장애인, 범죄 또는 반사회적 기록을 가진 자들이 선택되었다. 그나마 유대인 수용자들에게는 겉치레 뿐인 의학 검진 조차없었다. : 체포 기록은 의사들의 진단 결과에 따른 목록이었다. 1943년 초, 아우슈비츠에서 노동력 수요가 증가하고, 가스실이 운용되기 시작하면서 하인리히 힘러는 14f13 작전(Operation 14f13) 중지를 명령했다.

### 강제노동
1942년 이후, 수많은 소규모 보조 수용소(subcamps)가 강제 노동력을 공급하기 위해 공장 근처에 설립되었다. IG 파르벤은 합성 공무 플랜트를 1942년에 아우슈비츠3(모노비츠, Monowitz)에 세웠고, 다른 수용소들은 항공기 공장, 탄광과 로켓 연료 공장에 배치되었다. 노동 환경은 가혹했으며, 수용자들은 가스실로 보내지거나 더 이상 일을 할 수 없게 되면 처형당했다.

### 유대인 학살
수많은 검토 끝에, 유대인 수용자들의 최후 운명(유대인 문제의 최종 해결)이 1942년 1월 20일에 베를린의 반제에서 개최된 반제 회의에서 고위직 장교들에게 발표되었다. 회의에서 아돌프 아이히만은 각국의 유대인 수를 정리한 목록을 검토 자료로 제출했다. 독일 점령지는 목록 A로, 기타 국가(연합국, 중립국, 동맹국)은 목록 B였다. 이들 유대인에 대한 학살이 결정되었고, 핵심 역할은 강제 수용소가 맡게 되었다.
전쟁이 끝나갈 무렵, 수용소는 소름끼치는 생체 실험장이 되었다. 요제프 맹겔레 같은 이들이 생체실험을 이끌었다. 여성 수감자들은 수용소에서 주기적으로 강간당했다.
수용소는 1943년 ~ 1945년 사이에 연합군에 의해 해방되었지만, 너무 늦어 살아남은 수감자들을 구해내지 못한 경우도 있었다. 예를 들어, 1945년 영국군이 베르겐벨젠 강제 수용소에 들어갔을때, 약 60,000여명의 수감자들이 살아 있었으나, 해방 후 1주일도 안되어 티푸스와 영양실조로 10,000명이 사망했다.

## 전쟁 후 강제 수용소
대부분의 나치 강제 수용소는 전쟁 후에 파괴되었지만, 일부는 영구 박물관으로 보존되었다. 옛 소비에트 연방의 영향으로 공산국가들이었던 폴란드(마이다네크, 야보슈노, 포툴리체, 즈고다) 및 동독(작센하우젠, 부헨발트)에서는 나치, 나치 부역자, 반공산주의자, 독일군 전쟁 포로 뿐만 아니라 독일, 우크라이나, 기타 소수 인종의 일반인들까지 수용하는 시설로 1945년부터 1956년까지 사용되었다. 구 서독에서는 다하우 강제 수용소가 체포된 나치 전범들을 수감하는 수용소로 사용되었다.

## 같이 보기
- 나치 강제 수용소 목록
- 조선민주주의인민공화국의 정치범수용소